# أولانغوم
أولانغوم هي مدينة، تتبع محافظة أوفس، بلغ عدد سكانها 26٬319 نسمة، تبلغ مساحتها 138 كيلومتر مربع.

## المناخ
يظهر الجدول التالي التغييرات المناخية على مدار السنة لأولانغوم:
| البيانات المناخية لـأولانغوم       | البيانات المناخية لـأولانغوم | البيانات المناخية لـأولانغوم | البيانات المناخية لـأولانغوم | البيانات المناخية لـأولانغوم | البيانات المناخية لـأولانغوم | البيانات المناخية لـأولانغوم | البيانات المناخية لـأولانغوم | البيانات المناخية لـأولانغوم | البيانات المناخية لـأولانغوم | البيانات المناخية لـأولانغوم | البيانات المناخية لـأولانغوم | البيانات المناخية لـأولانغوم | البيانات المناخية لـأولانغوم |
| الشهر                              | يناير                        | فبراير                       | مارس                         | أبريل                        | مايو                         | يونيو                        | يوليو                        | أغسطس                        | سبتمبر                       | أكتوبر                       | نوفمبر                       | ديسمبر                       | المعدل السنوي                |
| ---------------------------------- | ---------------------------- | ---------------------------- | ---------------------------- | ---------------------------- | ---------------------------- | ---------------------------- | ---------------------------- | ---------------------------- | ---------------------------- | ---------------------------- | ---------------------------- | ---------------------------- | ---------------------------- |
| الدرجة القصوى °م (°ف)              | −12.0 (10.4)                 | −6.2 (20.8)                  | 8.7 (47.7)                   | 28.0 (82.4)                  | 35.9 (96.6)                  | 33.9 (93.0)                  | 33.7 (92.7)                  | 36.4 (97.5)                  | 30.0 (86.0)                  | 24.6 (76.3)                  | 8.2 (46.8)                   | −0.5 (31.1)                  | 36.4 (97.5)                  |
| متوسط درجة الحرارة الكبرى °م (°ف)  | −26.0 (−14.8)                | −23.4 (−10.1)                | −11.6 (11.1)                 | 6.5 (43.7)                   | 19.0 (66.2)                  | 24.5 (76.1)                  | 25.4 (77.7)                  | 23.3 (73.9)                  | 17.3 (63.1)                  | 7.2 (45.0)                   | −5.8 (21.6)                  | −21.2 (−6.2)                 | 2.9 (37.3)                   |
| المتوسط اليومي °م (°ف)             | −32.1 (−25.8)                | −29.8 (−21.6)                | −18.5 (−1.3)                 | 0.2 (32.4)                   | 11.4 (52.5)                  | 17.5 (63.5)                  | 18.9 (66.0)                  | 16.6 (61.9)                  | 10.0 (50.0)                  | 0.4 (32.7)                   | −10.5 (13.1)                 | −25.5 (−13.9)                | −3.4 (25.8)                  |
| متوسط درجة الحرارة الصغرى °م (°ف)  | −36.6 (−33.9)                | −35.4 (−31.7)                | −24.9 (−12.8)                | −6.0 (21.2)                  | 3.7 (38.7)                   | 10.1 (50.2)                  | 12.2 (54.0)                  | 9.7 (49.5)                   | 3.3 (37.9)                   | −5.4 (22.3)                  | −15.6 (3.9)                  | −30.6 (−23.1)                | −9.6 (14.7)                  |
| أدنى درجة حرارة °م (°ف)            | −49.6 (−57.3)                | −47.7 (−53.9)                | −47.7 (−53.9)                | −24.7 (−12.5)                | −8.3 (17.1)                  | −3.1 (26.4)                  | 0.4 (32.7)                   | 0.2 (32.4)                   | −8.7 (16.3)                  | −22.5 (−8.5)                 | −35.3 (−31.5)                | −45.2 (−49.4)                | −49.6 (−57.3)                |
| الهطول مم (إنش)                    | 1.8 (0.07)                   | 1.8 (0.07)                   | 3.4 (0.13)                   | 3.9 (0.15)                   | 6.3 (0.25)                   | 26.2 (1.03)                  | 35.0 (1.38)                  | 22.8 (0.90)                  | 13.4 (0.53)                  | 4.6 (0.18)                   | 6.8 (0.27)                   | 4.0 (0.16)                   | 130 (5.12)                   |
| متوسط أيام هطول الأمطار (≥ 1.0 mm) | 0.5                          | 0.6                          | 1.2                          | 1.1                          | 1.5                          | 4.4                          | 7.2                          | 4.0                          | 2.4                          | 1.0                          | 1.8                          | 1.0                          | 26.7                         |
| ساعات سطوع الشمس الشهرية           | 135.0                        | 158.4                        | 233.9                        | 260.4                        | 313.4                        | 318.9                        | 307.4                        | 297.2                        | 250.4                        | 195.9                        | 100.5                        | 103.6                        | 2٬675                        |
| المصدر: NOAA (1961-1990)           |                              |                              |                              |                              |                              |                              |                              |                              |                              |                              |                              |                              |                              |